# Madonna Stroganoff
La Madonna Stroganoff o Stoclet (Madonna col Bambino) è un dipinto di Duccio di Buoninsegna realizzato circa nel 1300 e conservato nel Metropolitan Museum of Art a New York.

## Storia
La Madonna con Bambino ha una storia piuttosto misteriosa nel corso di ben cinque secoli. Molte domande rimangono senza risposta, cosa che non è in realtà insolita per i dipinti del Duecento e del Trecento. 
Nel 1904 il dipinto viene esposto alla Mostra d'arte antica senese, una mostra al Palazzo Pubblico di Siena. 
Il primo proprietario conosciuto del dipinto il conte Gregori Stroganoff (1829-1910) che ha tenuto l'opera di Duccio nella sua vasta collezione di opere d'arte.
Nella sua recensione della Mostra d'arte senese del 1904, la storica dell'arte Mary Logan Berenson considera che questo lavoro sia tra i pezzi "più perfetti" di Duccio.
Non deve, quindi, sorprendere come il dipinto abbia sempre suscitato grande ammirazione nella critica e nelle varie esposizioni. 
Dopo la morte di Stroganoff nel 1910, l'opera del Duccio viene riunita nelle collezioni di Adolphe Stoclet (1871-1949), da cui deriva uno dei nomi con cui il dipinto è noto, la Madonna Stoclet.
Sebbene l'ambita opera d'arte fosse di interesse per gli studiosi, molti di costoro non erano in grado di accedervi se non attraverso le fotografie, che - fortunatamente - documentano l'età del dipinto e il suo processo di restauro.
Il dipinto è stato acquistato nell'autunno del 2004 dal Metropolitan Museum of Art per un importo stimato di 45 milioni di dollari.
Questa è un'acquisizione di grande valore non solo per il significato estetico in termini di Storia dell'Arte, ma anche perché esistono solo 13 dipinti ufficialmente riconosciuti come di Duccio in tutto il mondo.

### Datazione
Esiste un acceso dibattito tra gli studiosi su quale sia l'esatta cronologia della Madonna con Bambino di Duccio, che molti credono sia stata portata a termine intorno al 1300. 
Tali dissensi nascono da alcune qualità del dipinto sono Bizantineggianti, come la forma ovale del volto della Vergine e il suo naso elegantemente lungo, e anche della fisionomia da "uomo in miniatura" di Gesù Bambino.
D'altro canto sono ben riscontrabili molti elementi innovativi, tra cui i tratti realistici di Vergine e Cristo Bambino, nonché l'elegante drappeggio e il parapetto in marmo, un dettaglio - quest'ultimo - notevole nel fungere da invito visivo allo spettatore, che viene come spinto ad impegnarsi in maniera più emotiva sulla intera scena. 

### Attribuzione
Il compianto James Beck, professore di Storia dell'Arte alla Columbia University di New York, riteneva che la Madonna col Bambino di Duccio fosse in realtà opera di un artista o un falsificatore del XIX secolo, basando questa sua posizione su motivi prettamente stilistici, tra cui la bassa qualità generale del dipinto e gli elementi di specificamente di contenuto, che - a suo dire - non erano ancora apparsi in opere d'arte di quel periodo (1300 circa). Il professor Beck scrisse: "Ci viene richiesto di credere che questa piccola modesta immagine rappresenti un salto nel futuro della pittura Occidentale, stabilendo un piano davanti a Maria e il Bambino. Questa caratteristica, propria delle immagini Rinascimentali non più "Medievali", appare solo cento anni dopo la data presunta dell'opera ... ". 
Le conclusioni di Beck sono state pubblicate nel 2007 nel suo libro "From Duccio to Raphael: Connoisseurship in Crisis", in cui si contesta anche l'attribuzione a Raffaello della Madonna dei Garofani, conservata presso la National Gallery of London.
Keith Christiansen non è d'accordo con la tesi del Beck. 
Christiansen fa notare come, oltre all'analisi stilistica del dipinto in relazione ad altre opere note del pittore, sia stato portato avanti un esame approfondito del dipinto, compresa la costruzione del pannello di legno, la composizione del dipinto e dei pigmenti utilizzati.
Christiansen valuta tutte queste informazioni coerenti con un'attribuzione a Duccio e una data intorno al 1300: "Quello che tutti gli altri interpretano come un segno di qualità e innovazione, Beck lo vede come una debolezza, ma non esiste motivo di dubitare del periodo e dell'autenticità del quadro.

## Descrizione e stile
La Madonna col Bambino di Duccio, o  Madonna Stroganoff, è stata ampiamente riconosciuta come opera di Duccio nel secolo scorso. Le dimensioni sono compatte: 11x8 1/8 pollici. 
Rispetto alle più grandi e più illustri pale d'altare e affreschi di grandi dimensioni, la Madonna con Bambino è intesa come un'immagine intima e devozionale. 
Si notano ancora oggi i bordi bruciati sul fondo della cornice originale a causa delle candele accese. 
A partire dalla semplicità dell'immagine, si possono intuire i cambiamenti, che Duccio applica alla raffigurazione di figure religiose nella pittura all'inizio del XIV secolo. 
In ciò, Duccio segue altri artisti italiani innovativi del tempo come Giotto.
Entrambi si sforzano di andare oltre il canone puramente iconico bizantino, al fine di creare un legame più tangibile tra lo spettatore e gli oggetti nel dipinto. 
Ad esempio, il parapetto nella parte inferiore del dipinto funziona come un invito visivo per lo spettatore a guardare oltre le figure della Vergine e di Gesù bambino. Allo stesso tempo, però, il parapetto funge anche da barriera tra il mondo vernacolare e quello sacro. 
Altri elementi da cui trasuda l'interesse di Duccio per una rappresentazione più realista si notano nella veste teneramente drappeggiata indossata dalla Madonna e nelle ginocchia di Gesù, nonché nella posa infantile della sua mano verso lo sguardo un po' 'austero della Vergine, quasi ad anticipare il futuro di Cristo; e ancora nei colori luminosi impiegati per le vesti e nei dettagli fini presenti sullo strato interno del velo della Vergine. 
Queste qualità distinte plasmeranno la sensibilità della successiva pittura Senese, conferendo alla Madonna e al Bambino di Duccio una meritata attenzione e credibilità nella Storia dell'Arte. 
Altri dettagli in questa rappresentazione restano, invece, legati alla tradizione Bizantina, come in opere precedenti di Duccio.
I dettagli sullo sfondo dorato sono minuti e difficili da notare a un primo sguardo, ma aggiungono un elemento importante all'iconicismo dell'immagine. 
Disegni perforati sono stati impiegati per gli aloni e il disegno del bordo, tutti incisi a mano.